# Wilhelm Dopatka
Wilhelm Dopatka (* 9. September 1919 in Angermund, heute zu Düsseldorf; † 23. Juli 1979 in Leverkusen) war ein deutscher Politiker der SPD. Er war von 1954 bis 1961 und von 1964 bis 1979 Oberbürgermeister von Leverkusen.

## Leben

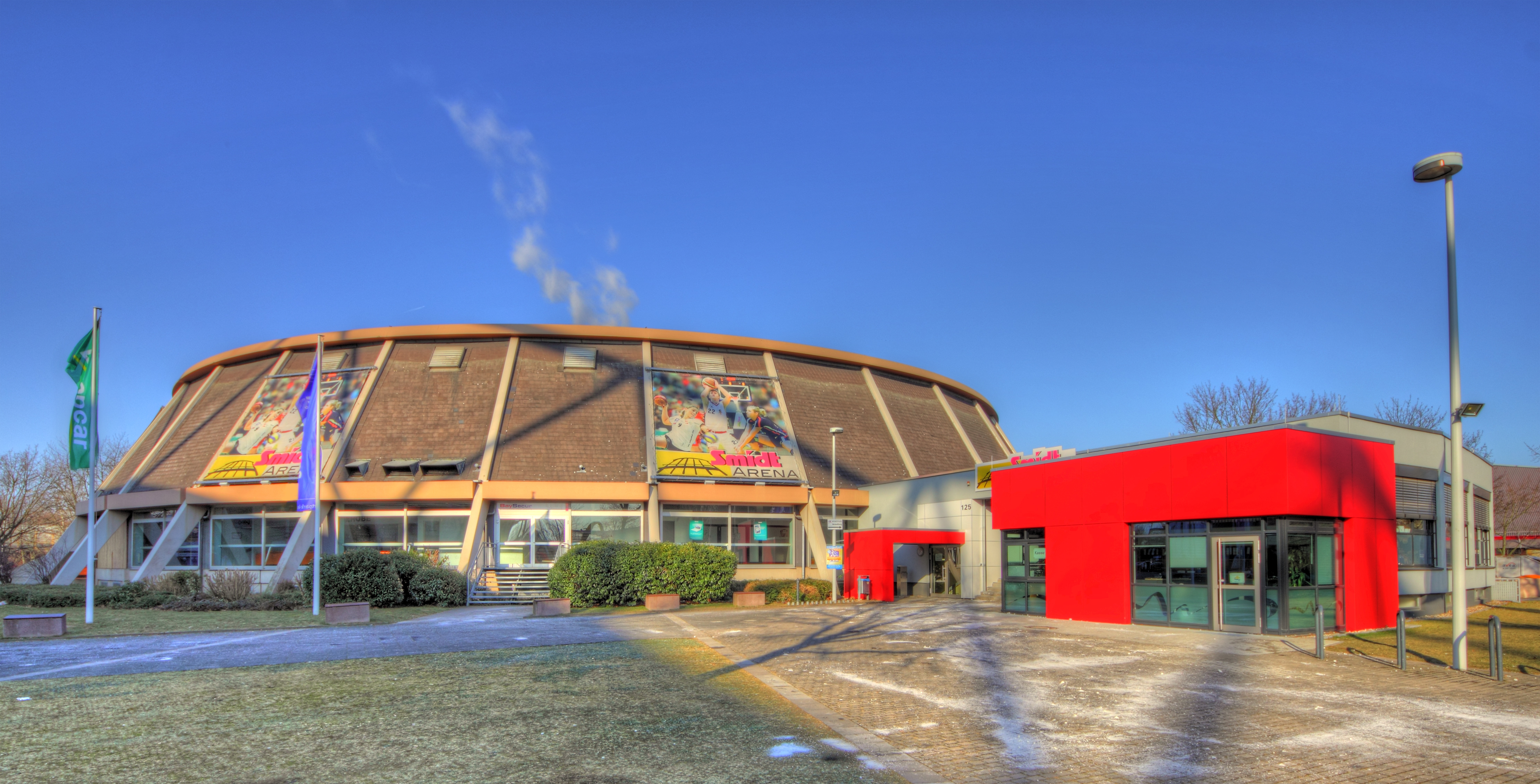
Halle, die bis 2009 zu Ehren Wilhelm Dopatkas seinen Namen trug und heute Ostermann-Arena heißt.

Nach der Volksschule besuchte Dopatka die Handelsschule und absolvierte eine Lehre im Im- und Export-Handel.
Vor 1933 war Dopatka Mitglied der Sozialistischen Arbeiter-Jugend. 1945 trat er der SPD bei. Von 1937 bis 1945 war er Soldat und kehrte mehrfach verwundet aus dem Krieg zurück, er wurde hauptamtlicher Gewerkschaftssekretär und Geschäftsführer der IG Papier und Keramik in Leverkusen. Von 1948 bis 1951 und 1957 bis 1961 war er Ortsvorsitzender der SPD in Leverkusen, nachdem er zuvor 1946 bis 1948 örtlicher Juso-Vorsitzender gewesen war; von 1946 bis 1948 und dann wieder ab 1951 gehörte er bis zu seinem Tode dem Stadtrat von Leverkusen an, dort war er von 1951 bis 1954 SPD-Fraktionschef. Von 1955 bis 1965 vertrat er den Wahlkreis 73 im Deutschen Bundestag, in den er für den verstorbenen Gerhard Lütkens nachrückte.
Im April 1979 wurde Dopatka mit dem Verdienstkreuz Erster Klasse des Verdienstordens der Bundesrepublik Deutschland ausgezeichnet. Nach ihm war bis Februar 2009 die Wilhelm-Dopatka-Halle, in der die Bayer Giants Leverkusen, die Basketball-Mannschaft des TSV Bayer 04 Leverkusen, spielen, benannt.